# Вільгельм Салусіо V
Вільгельм Салусіо V (італ. Guglielmo Salusio V;  1214/1217–бл. 1254) — юдик (володар) Кальярського юдикату в 1232—1250 роках (як Салусіо V), співюдик Арборейського юдикату у 1228—1235 роках (як Вільгельм II).

## Життєпис
Походив з династії Лакон-Серра. Син Баризон III, юдика Арбореї, та Бенедетти I, юдикині Кальярі. Народився між 1214 і 1217 роками, отримавши ім'я Вільгельм. У 1217 році втратив батька. З 1220-х років став долучатися до державних справ.
У 1228 році за підтримки вітчима Рінальдо де Гранді та Маріано II, юдика Торресу, переміг П'єтро II, юдика Арбореї, ставши співволодарем останнього. В керування отримав південно-східні кураторії Арборейського юдикату.
У 1230 році після переїзду матері до Італії став фактично самостійним юдиком, взявши ім'я Салусіо V. Але проти нього виступив Убальдо Вісконті, юдик Галлури. У 1232 році після смерті матері опікунство над ним взяла вуйня Агнеса де Масса. Слабкість урядування, втручання Галлурського юдикату і Пізанської республіки, призвели до остаточно послаблення влади юдика. До 1235 року втратив вплив в Арбореї.
Вже у 1234 році Кальярський юдикат був фактично поділений між пізанськими родами Капрая, Герардески, Вісконті. Спроба виступити проти них призвело до поразки Салусіо V, який 1235 року знову визнав зверхність Пізанської республіки. Невдовзі за підтримки Раньєрі делла Герардеска ді Болгері, чоловіка Агнес да Масса, почав війну проти Галлурського юдикату, що тривала до 1244 року.
У 1244 році оголосив своїм співюдиком старшого сина Джованні. У 1250 році зрікся влади, якої вже фактично не мав. Помер у 1254 році.

## Родина
Дружина — з роду Серра
Діти:
- Джованні (д/н—1256), юдик Кальярі